# إنفلونزا الخنازير
إنفلونزا الخنازير هو أحد أمراض الجهاز التنفسي التي تسببها فيروسات إنفلونزا تنتمي إلى أسرة أورثوميكسوفيريداي (بالإنجليزية: Orthomyxoviridae)‏ التي تؤثر غالباً على الخنازير. هذا النوع من الفيروسات يتسبب بتفشي الإنفلونزا في الخنازير بصورة دورية في عدد من الدول منها الولايات المتحدة والمكسيك وكندا وأمريكا الجنوبية وأوروبا وشرق آسيا. فيروسات إنفلونزا الخنازير تؤدي إلى إصابات ومستويات مرتفعة من المرض، لكنها تتميز بانخفاض معدلات الوفاة الناتجة عن المرض ضمن الخنازير. وحتى عام 2009 تم التعرف على ستة فيروسات لإنفلونزا الخنازير وهي فيروس الإنفلونزا ج وفيروس الإنفلونزا أ H1N1 وفيروس الإنفلونزا أ H1N2 وفيروس الإنفلونزا أ H3N1 وفيروس الإنفلونزا أ H3N2 وفيروس الإنفلونزا أ H2N3. وتبقى هذه الفيروسات منتشرة ضمن الخنازير على مدار العام، إلا أن معظم حالات الانتشار الوبائية ضمن الخنازير تحدث في أواخر الخريف والشتاء كما هو الحال لدى البشر.
كان انتقال فيروس إنفلونزا الخنازير للإنسان نادراً نسبياً وخاصة أن طبخ لحم الخنزير قبل استهلاكه يؤدي إلى تعطيل الفيروس. كما أن الفيروس لا يسبب أعراض الإنفلونزا للإنسان في معظم الأحيان ويتم معرفة إصابة الشخص بالمرض فقط بتحليل تركيز الضد في الدم. إلا أن احتمالية انتقال فيروس إنفلونزا الخنازير من الخنازير إلى البشر قد زادت مؤخراً نتيجة التحورات الجينية التي حدثت في دنا الفيروس، وعادة ما تصيب العدوى الأشخاص العاملين في مجال تربية الخنازير فقط حيث يكون هناك اتصال مستمر مما يزيد من احتمالية انتقال الفيروس. منذ منتصف القرن العشرين تم تسجيل خمسين حالة بشرية مصابة بفيروس إنفلونزا الخنازير، وعادة تكون أعراض العدوى مشابهة لأعراض الإنفلونزا الشائعة كاحتقان البلعوم وارتفاع حرارة الجسم وإرهاق وآلام في العضلات وسعال وصداع.

## الفيروس
الفيروسات المعروفة بالتسبب بأعراض الإنفلونزا في الخنازير هما فيروس إنفلونزا أ وفيروس إنفلونزا ج، والفيروس أ هو الشائع بين الخنازير. على الرغم من مقدرة كل من الفيروس أ وج على إصابة الإنسان إلا أن الأنواع المصلية التي تصيب الإنسان تختلف عن تلك التي تصيب الخنزير. والفيروس عادة لا ينتقل بين الفصائل الحية المختلفة إلا إذا حدثت إعادة تشكيل للفيروس، عندها يتمكن الفيروس من الانتقال ما بين الإنسان والخنازير والطيور.

### فيروس الإنفلونزا أ
يصيب الفيروس أ كلاً من البشر والخنازير والطيور، وتم التعرف حالياً على أربعة أنواع فرعية لفيروس الإنفلونزا أ تم عزلها في الخنازير:
- H1N1
- H1N2
- H3N2
- H3N1

تبين أن معظم فيروسات الإنفلونزا التي تم عزلها -خلال العدوى عام 2009- من الخنازير كانت فيروسات H1N1. تم عزل فيروسات إنفلونزا الخنازير الكلاسيكية (فيروس الإنفلونزا من النوع H1N1) لأول مرة من خنزير في 1930.

### فيروس الإنفلونزا ج
يصيب فيروس إنفلونزا ج كلاً من البشر والخنازير فقط ولكنه نادر الانتقال للبشر وذلك لقلة التنوع الجيني والكائنات المضيفة للفيروس. سبب الفيروس فاشية في كل من اليابان عامي 1996 و1998 وكاليفورنيا.

## التاريخ
يفترض بعض العلماء أن أول وباء لإنفلونزا الخنازير ينتشر بين البشر حصل عام 1918، حيث ثبت إصابة الخنازير بالعدوى مع إصابة البشر، إلا لم يثبت بشكل قاطع من تلقى العدوى أولاً.
و تم التعرف على أول فيروس إنفلونزا كمسبب للإنفلونزا لدى الخنازير عام 1930، وخلال الستين سنة التي تلت هذا الاكتشاف كان فيروس فيروس الإنفلونزا أ H1N1 هو الفيروس الوحيد المعروف لإنفلونزا الخنازير. وبين عامي 1997 و2002 تم التعرف على ثلاث نمطيات جديدة من فيروسات إنفلونزا الخنازير في أمريكا الشمالية. فبين العام 1997 و1998 انتشر الفيروس فيروس الإنفلونزا أ H3N2 الناتج من عملية إعادة تشكيل الفيروس من فيروس يصيب البشر وآخر الطيور والخنازير، ومنذ ذلك الحين يعتبر الفيروس H3N2 أحد المسببات الرئيسية للإنفلونزا لدى الخنازير في أمريكا الشمالية. وثم نتج من إعادة تشكيل H1N1 وH3N2 تكون فيروس جديد وهو فيروس الإنفلونزا أ H1N2. وفي عام 1999 ظهر نمط جديد من الفيروسات وهو H4N6 والذي نتج من عبور بين الأصناف من الطيور إلى الخنازير، وسبب فاشية صغيرة وتم تحييدها في مزرعة في كندا.
أكثر الفيروسات المسبب لإنفلونزا الخنازير انتشاراً هو الفيروس H1N1، وهو أحد الفيروسات التي انحدرت من وباء إنفلونزا 1918. ولكن كان انتقال الفيروس من الخنازير للبشر نادرالحدوث حيث تم تسجيل 12 حالة في الولايات المتحدة منذ عام 2005. قدرة الفيروس على الانتشار بين الخنازير دون البشر أدى إلى بقاء الفيروس مع تلاشي المناعة المكتسبة ضده لدى البشر، مما قد يكون السبب لسهولة انتشار الفيروس بين الناس في الوقت الحالي.
انتشار الفيروس بين الخنازير شائع الحدوث ويسبب خسائر مالية لتجارة لحوم الخنازير. فعلى سبيل المثال سبب المرض خسائر تقدر بحوالي 65 مليون جنيه إسترليني كل عام.

### عدوى 1918
فيروس الإنفلونزا الأسبانية H1N1 التي سببت بمقتل ما يقارب 51 مليون شخص أصيبت به أيضاً الخنازير في نفس الفترة. ولكن الأبحاث لم تستطع تأكيد المصدر الأساسي للفيروس؛إلا أن بعض المؤرخين رجحوا أن يكون المصدر الرئيسي للفيروس هو ولاية كنساس في الولايات المتحدة، ولم تستطع الدراسات إثبات أو نفي انتقالية الفيروس من الخنازير للبشر أو العكس.

### عدوى 1976

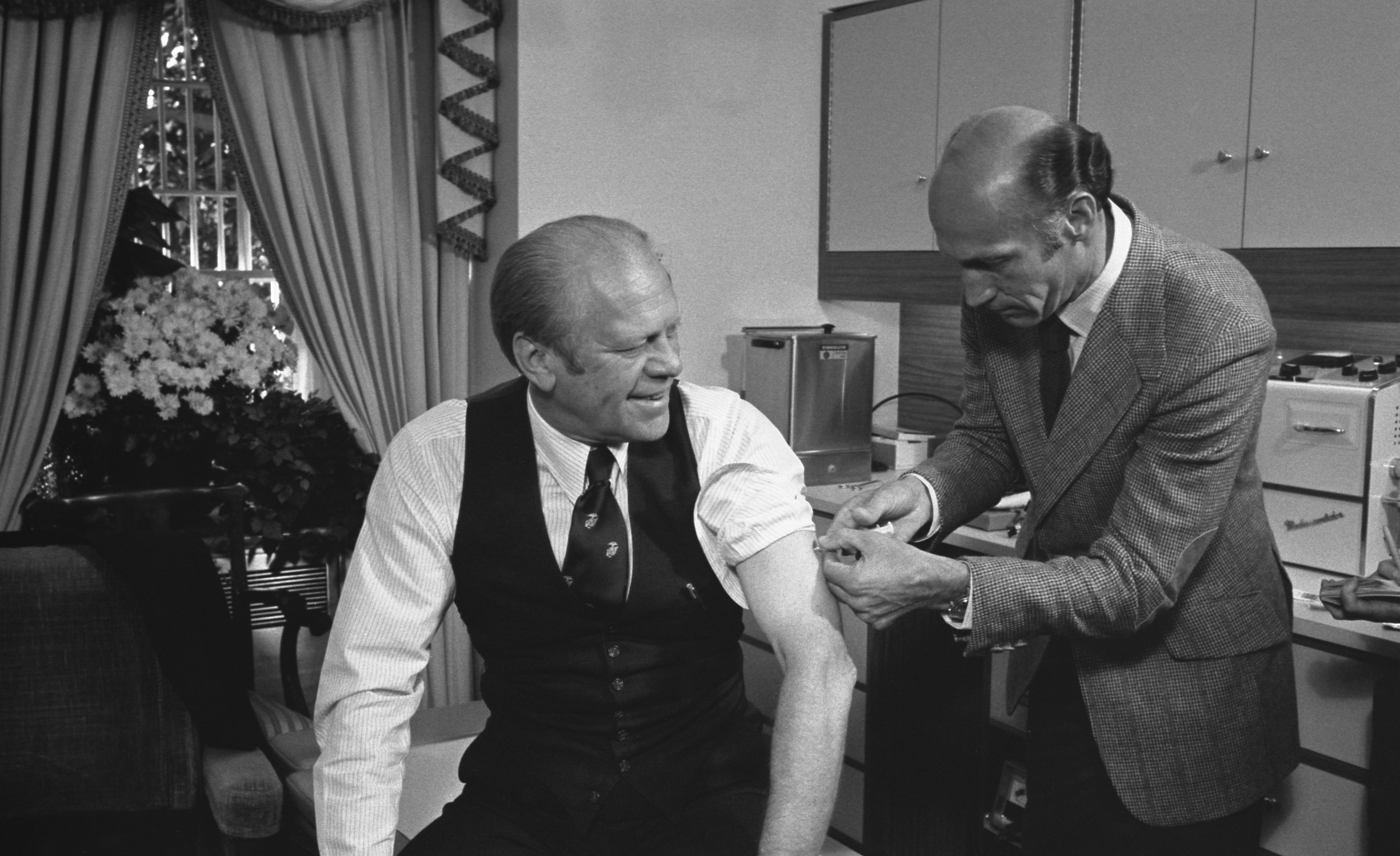
الرئيس فورد يتلقى لقاح ضد الفيروس

أصيب 14 جندي من قاعدة فورت ديكس (بالإنجليزية: Fort Dix)‏ في الولايات المتحدة الأمريكية في فبراير من عام 1976 بعدوى إنفلونزا الخنازير. وأدت هذه الحادثة إلى موت أحد الجنود، بينما احتاج ال13 الباقين الدخول للمستشفى لتلقي العلاج. وأدت المخاوف من انتشار الوباء إلى طلب الرئيس جيرالد فورد القاضي بتحصين جميع سكان الولايات المتحدة ضد الفيروس H1N1. ولكن تأخر تطبيق برنامج التحصين وحصل 24٪ فقط من السكان على التطعيم المناسب.

### عدوى عام 1988
في سبتمبر عام 1988 أدت عدوى انفلونزا الخنازير إلى وفاة امرأة حامل في ولاية ويسكونسن الأمريكية بالإضافة إلى مئات الإصابات، وقعت الإصابة عقب زيارتها إلى مكان عرضت فيه خنازير، وقد وجد أن نسب الإصابة ما بين تلك الخنازير كانت 76%، وقد أصيب زوج المرأة المتوفاة بالمرض إلا أنه تماثل للشفاء لاحقاً.

### وباء عام 2007
في 20 أغسطس 2007 قامت إدارة الزراعة في الفلبين بالتحذير من انتشار وباء لإنفلونزا الخنازير بين مزارع الخنازير في بعض مناطقها. وبلغ معدل وفاة الخنازير إلى 10٪.

### وباء 2009

حالات مؤكدة تبعها موت المريض
حالات مؤكدة
حالات غير مؤكدة

سبب عدوى 2009 فصيلة جديدة من الفيروس H1N1 حيث لم يتم تحديدها من قبل.
بدأ انتشار عدوى إنفلونزا الخنازير بين البشر في فبراير 2009 في المكسيك حيث عانى عدة أشخاص من مرض تنفسي حاد غير معروف المنشأ، وأدى المرض إلى وفاة طفل يبلغ من العمر 4 سنوات، فأصبح أول حالة مؤكدة للوفاة بسبب الإصابة بإنفلونزا الخنازير، ولكن لم يتم ربط وفاته بالمرض حتى واخر شهر مارس 2009. وتبع ذلك انتشار المرض بصورة سريعة حتى صنفته منظمة الصحة العالمية بالمستوى الخامس من تصنيف الجوائح (المرحلة الخامسة: العدوى باتت منقولة من شخص إلى آخر وقد سببت لحدوث إصابات في بلدين مختلفتين موجدين في منطقة واحدة حسب توزيع المناطق المعتمد من منظمة الصحة العالمية). وكان للمكسيك والولايات المتحدة وكندا العدد الأكبر من الحالات. وبلغت عدد الوفيات حسب إحصاءات منظمة الصحة حتى يوم 31 يناير 2010 15174 حالة وفاة فيما توقفت المنظمة عن إحصاء عدد الحالات لعجزها عن ذلك.
كان يظن أن الفيروس H1N1 المسبب للعدوى نتج من إعادة تشكيل أربعة أنواع من فيروس الإنفلونزا أ وهي اثنان يصيبان الخنازير وواحد مستوطن لدى الطيور وواحد يصيب البشر.
لكن آخر الدراسات تشير إلى أن الفيروس نتج من إعادة تشكيل فيروسين مستوطنين لدى الخنازير.
1900

## الإصابة

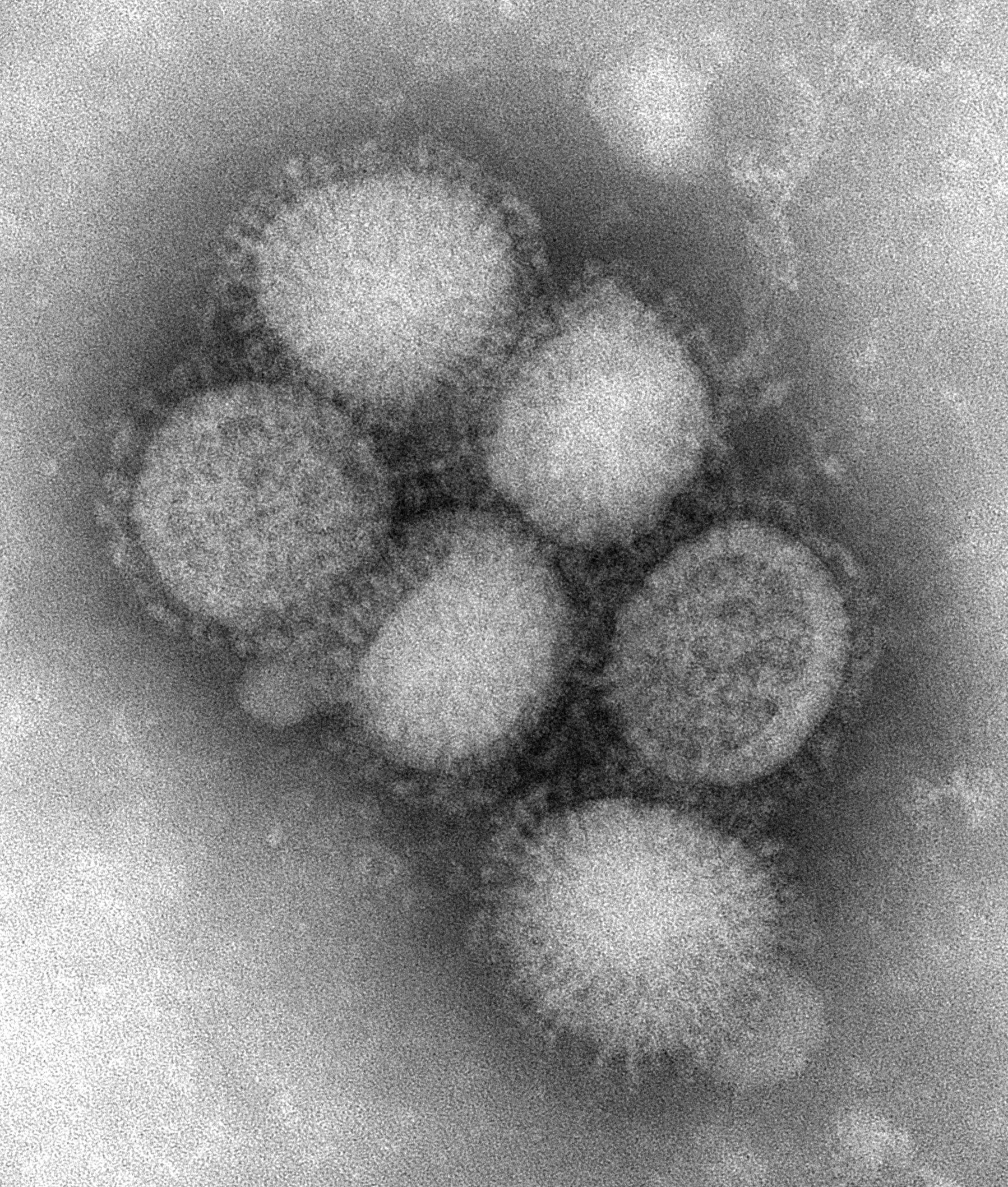
صورة للفيروس H1N1 تحت المجهر الإلكتروني

### الانتقال بين الخنازير
الإنفلونزا مرض شائع بين الخنازير، يقدر أن حوالي نصف الخنازير في الولايات المتحدة يتعرضون للفيروس خلال حياتهم. ينتقل المرض عن طريق الاتصال المباشر بين حيوان مريض وآخر معافى، ولهذا تزداد مخاطر انتقال المرض في المزارع التي تحتوي على أعداد كبيرة من الخنازير. وينتقل المرض إما عن طريق احتكاك أنوف الخنازير ببعضها أو عن طريق الرذاذ الناتج من السعال والعطس. كما يعتقد أن الخنزير البري يلعب دورا مهما في نقل العدوى بين المزارع.

### الانتقال للبشر
العاملين في مجال تربية الخنازير ورعايتها هم أكثر الفئات عرضة للإصابة بالمرض. تصيب فيروسات إنفلونزا الخنازير البشر حين يحدث اتصال بين الناس وخنازير مصابة. وتحدث العدوى أيضا حين تنتقل أشياء ملوثة من الناس إلى الخنازير. يمكن أن تصاب الخنازير بإنفلونزا البشر أو إنفلونزا الطيور. وعندما تصيب فيروسات إنفلونزا من أنواع مختلفة الخنازير يمكن أن تختلط داخل الخنزير وتظهر فيروسات خليطة جديدة.
ويمكن أن تنقل الخنازير الفيروسات المحورة مرة أخرى إلى البشر ويمكن أن تنقل من شخص لآخر، ويعتقد أن الانتقال بين البشر يحدث بنفس طريقة الإنفلونزا الموسمية عن طريق ملامسة شيء ما به فيروسات إنفلونزا ثم لمس الفم أو الأنف ومن خلال السعال والعطس.

## أعراض

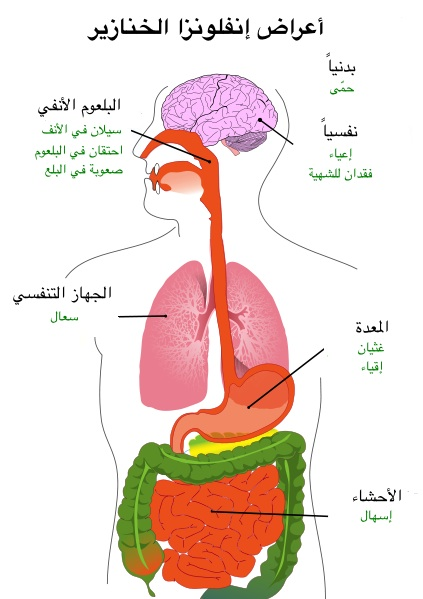
رسم يوضح أعراض إنفلونزا الخنازير لدى البشر.

### لدى الخنازير
تسبب العدوى للخنازير ارتفاع درجة الحرارة وسعال وعطس ومشاكل في التنفس وانعدام الشهية، وفي بعض الحالات قد تؤدي العدوى للإجهاض. على الرغم من انخفاض معدل الوفاة (1-4٪) إلا أن العدوى تؤدي إلى انخفاض الوزن بمعدل 12 رطل خلال 3 إلى 4 أسابيع مما يسبب خسارة مالية للمزارعين.

### لدى البشر
حسب مراكز مكافحة الأمراض واتقائها (CDC) فإن أعراض إنفلونزا الخنازير في البشر مماثلة لأعراض الإنفلونزا الموسمية وتتمثل في ارتفاع مفاجئ في درجة الحرارة وسعال وألم في العضلات وإجهاد شديد. ويبدو أن هذه السلالة الجديدة تسبب مزيدا من الإسهال والقيء أكثر من الإنفلونزا العادية. لا يمكن التفريق بين الأنفلونزا الشائعة وبين إنفلونزا الخنازير إلاّ عن طريق فحص مختبري يحدد نوع الفيروس، لهذا حث الCDC الأطباء في الولايات المتحدة على وضع إنفلونزا الخنازير ضمن التشخيص التفريقي لكل المرضى المصابين بأعراض الإنفلونزا وتعرضوا لشخص مصاب بإنفلونزا الخنازير أو كانوا في أحد الولايات الأمريكية المصابة بالإنفلونزا.

## الوقاية

### الوقاية لدى الخنازير
تعتمد الوقاية بشكل كبير على إدارة المزارع بشكل يمنع انتشار العدوى، ويتم ذلك برفع مستوى النظافة والتعقيم والعناية الصحية وعزل الحيوانات المريضة. كما أن الحد من كثافة الخنازير في كل مزرعة يمنع تفشي العدوى بشكل كبير، وخاصة أن عملية السيطرة على العدوى عن طريق اللقاح فقط عادة ما تفشل. ففي السنوات الأخيرة أصبح اللقاح المستخدم غير فعال في العديد من الحالات نتيجة لتطور الفيروس وتحوره المستمر.

### الوقاية لدى البشر

#### الوقاية من انتقال العدوى بين البشر

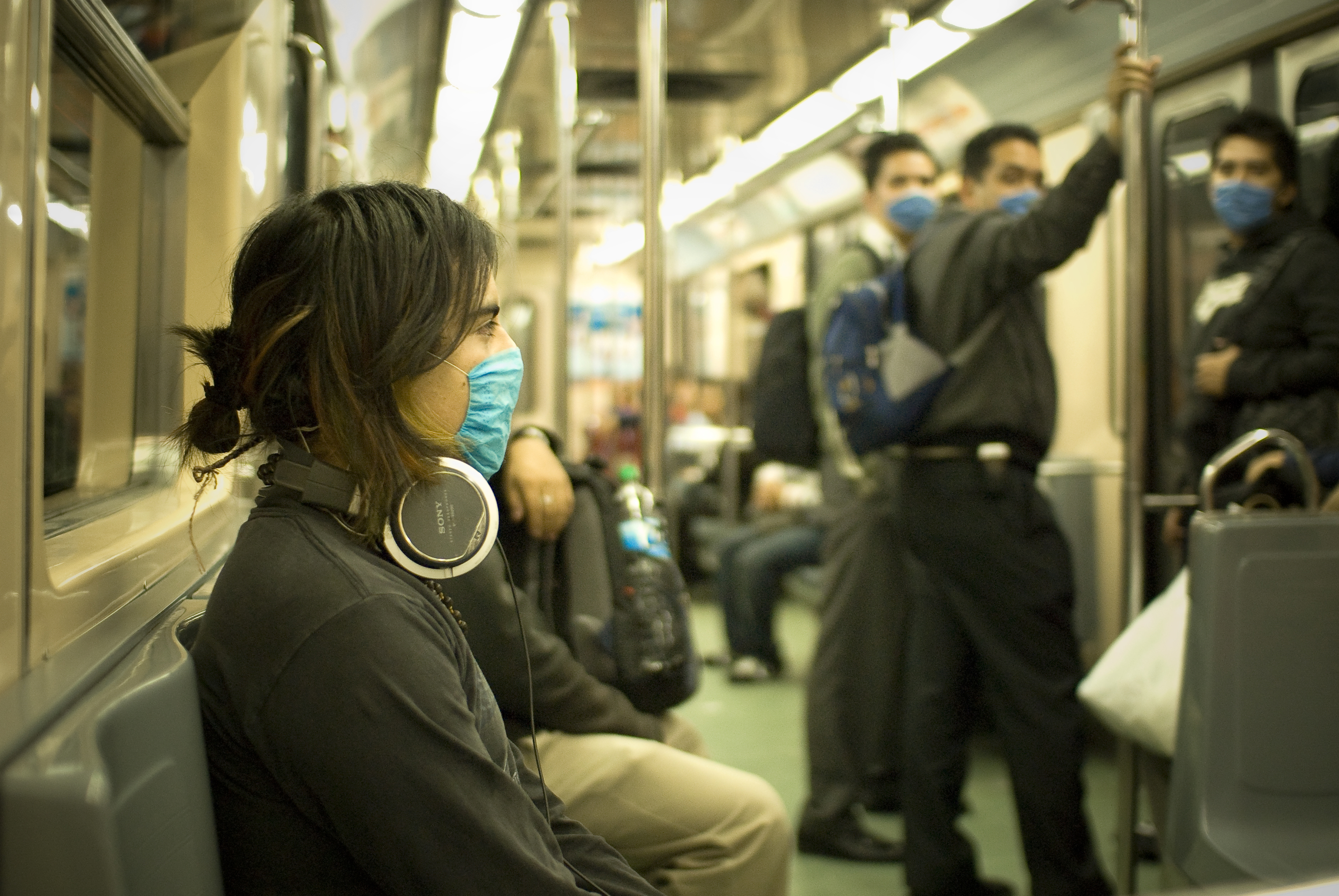
ركاب قطار في المكسيك يرتدون أقنعة واقية.

تحد الإجرائات التالية من احتمالية انتقال العدوى بين البشر:
1. غسل الأيدي بالماء والصابون عدة مرات في اليوم.
2. تجنب الاقتراب من الشخص المصاب بالمرض خاصة المرأة الحامل لاحتمال انتقال المرض إلى الجنين
3. ضرورة تغطية الأنف والفم بمناديل ورق عند السعال.
4. أهمية استخدام كمامات على الأنف والفم لمنع انتشار الفيروس.
5. تجنب لمس العين أو الأنف إلا أن تكون متأكدا من نظافة يديك وذلك منعا لانتشار الجراثيم.
6. إذا كنت تعاني أنت أو أحد أفراد أسرتك من أعراض تشبه أعراض الأنفلونزا، أبلغ الطبيب المعالج وتجنب مخالطة الآخرين، فقد تكون مصاباً بالأنفلونزا.
7. غسل اليدين بعد ملامسة الأسطح بشكل مستمر.
8. البعد قدر المستطاع عن الأماكن المزدحمة.
9. غسل الأسطح بالمحاليل المطهرة بشكل روتيني.

- يجب تشخيص الإصابة سريعًا بأخذ عينة من الأنف أو الحلق لتحديد ما إذا كنت مصاباً بفيروس أنفلونزا الخنازير.

## العلاج
لا تتطلب معظم حالات الإنفلونزا، بما فيها إنفلونزا H1N1، سوى زوال الأعراض فحسب. يمكن للأدوية المضادة للفيروسات أن تجعل المرض أكثر اعتدالا وتجعل المريض يشعر بتحسن أسرع. كما أنها قد تمنع المضاعفات الخطيرة للإنفلونزا٬ توصف مضادات الفيروسات مثل أوسيلتاميفير (تاميفلو) وزانامفير (ريلينزا) في الأيام الأولى أو أول عرَضين من أجل تقليل حدة الأعراض. للعلاج أو الوقاية من العدوى بفيروسات أنفلونزا الخنازير. ومع ذلك، فإن غالبية المصابين بالفيروس يتعافون بالكامل دون الحاجة إلى عناية طبية أو أدوية مضادة للفيروسات.

## وصلات خارجية
- إنفلونزا الخنازير، موقع هيئة الصحة في أبوظبي، تاريخ الدخول 6 مارس 2014